# Феррари, Роберто (велогонщик)
Роберто Феррари (итал. Roberto Ferrari; род. 9 марта 1983, Гавардо, Ломбардия) — итальянский профессиональный шоссейный велогонщик, выступающий за команду UAE Team Emirates.

## Достижения
2006
- 1-й на GP Citta di Felino
- 1-й на Trofeo Città di Brescia

2008
- 1-й в прологе на Tour Ivoirien de la Paix
- 4-й на Gran Premio della Costa Etruschi

2009
- 1-й на Мемориале Марко Пантани
- 4-й на Grand Prix de Denain

2010
- 1-й на Gran Premio di Lugano
- 1-й на Giro del Friuli
- 1-й на этапе 5 Brixia Tour
- 5-й на Gran Premio Industria e Commercio Artigianato Carnaghese
- 5-й на Gran Premio Nobili Rubinetterie
- 10-й на GP Industria & Artigianato di Larciano

2011
- 1-й на этапах 1 и 3 Тура Сан-Луиса
- 1-й на этапе 2 (ТТТ) Международной недели Коппи и Бартали
- 2-й на Gran Premio della Costa Etruschi

2012
- 1-й на Route Adélie
- 1-й на Flèche d'Emeraude
- 1-й на этапе 11 Джиро д’Италия
- 4-й на Кубке Бернокки
- 6-й на Туре Тайваня — ГК
  - 1-й на этапе 5

2013
- 2-й на Кубке Бернокки

2015
- 3-й на Гран-при Бруно Бегелли

2016
- 3-й на Gran Premio di Lugano

| ГК | Генеральная классификация |

## Статистика выступлений наГранд Турах
| Гранд Тур | 2011 | 2012 | 2013 | 2014 | 2015 | 2016 | 2017 |
| --------- | ---- | ---- | ---- | ---- | ---- | ---- | ---- |
| Джиро     | 143  | 147  | 150  | 144  | 133  | 132  | 150  |
| Тур       | -    | -    | 157  | -    | -    | -    | -    |
| Вуэльта   | -    | -    | -    | 145  | -    | -    |      |